# Halálbüntetés Japánban
A halálbüntetés napjainkban is legális Japánban, amelyet leggyakrabban többszörös gyilkosságok elkövetéséért szabnak ki. A kivégzések végrehajtásához általában akasztásos módszert alkalmaznak.

## Története
A 4. évszázad elején Japán nagymértékben a kínai bírósági rendszer befolyása alá került, és fokozatosan beépítette saját rendszerébe a büntetések különböző formáit, beleértve a halálbüntetést is. Azonban, a Nara-kor kezdetén a kegyetlen büntetések és a halálos ítéletek száma, a buddhista tanításoknak köszönhetően csökkenni kezdett, és a Heian-korszakban teljesen el is törölték. A következő 300 évben, egészen a Taira-Minamoto-háborúig egyáltalán nem használták.
A Kamakura-korszak alatt viszont, a halálbüntetés széles körben elterjedt, és a kivégzések módja igen kegyetlen lett, ilyen volt például az égetés, kifeszítés és még rengeteg egyéb más módszer. A Muromacsi-korszakban még ennél is keményebb formák jelentek meg, fejjel lefelé keresztrefeszítés, karóba húzás, ketté fűrészelés, feldarabolás ökrök vagy szekerek által. Kisebb bűncselekmények elkövetéséért is bűntettek ilyen módon, illetve a családtagokat vagy a szomszédokat is bánthatták. E durva módszerek alkalmazasát, a halálbüntetés szabad jogát az Edo-korban és a korai Meidzsi-korszakban is folytatták, a konfucianizmus hatására, a mestereket és az idősebbeket érintő támadásokat sokkal súlyosabban büntették, mint az alacsonyabb rangúak ellen elkövetett bűncselekményt. Kínzást használtak arra is, hogy vallomást csikarjanak ki emberekből.
1871-ben a büntető törvénykönyv reformjának eredményeképpen a halállal büntetett cselekmények száma lecsökkent, és a túlzottan kegyetlen kínzásokat és korbácsolásokat is eltörölték. 1873-ban egy újabb felülvizsgálatnak köszönhetően a halálbüntetéssel sújtható bűnök tovább csökkentek, és a végrehajtás módszereit lefejezésre vagy akasztásra korlátozták.

## Rendszer

### Ítéletek irányelvei – Nagajama-sztenderd
Japánban a bíróságok egy olyan irányelvet követnek, amit Nagajama Norio tárgyalásán fektettek le. A 19 éves fiatalt, aki hátrányos körülmények között élt, és rablás-gyilkosságokat követett el, 1997-ben akasztották fel. A tokiói felső bíróság életfogytiglan tartó börtönbüntetésre ítélte, de 1983-ban a legfelsőbb bíróság ezt érvénytelenítette.
A bíróság úgy határozott, hogy büntetéseket a büntetőjogi felelősség és az igazság egyensúlyának fejében, egy kilenc pontos kritériumlista alapján határozzák meg. A 9 kritérium a következő:
1. A kegyetlenség mértéke
2. Indíték
3. Milyen módon követték el a bűncselekményt, az áldozat megölésének módjára koncentrálva
4. A bűncselekmény következménye, az áldozatok száma
5. A gyászoló család véleménye, érzései
6. A bűncselekmény hatása a japán társadalomra
7. A vádlott kora (Japánban a felnőttkort 20 éves kortól számítják)
8. A vádlott múltja (visszaeső bűnöző-e)
9. A vádlott által mutatott bűntudat mértéke
Ezek közül is a legfontosabb szempont az áldozatok száma. Ez van legnagyobb mértékben hatással arra, hogy halálbüntetést kap-e az illető. Halálos ítéletet kiszabni egyetlen gyilkosságért „rendkívülinek, szokatlannak” tartanak.
2012-ben a legfelsőbb bírósághoz tartozó kutatóintézet jelentést adott ki a halálbüntetés alkalmazásáról 1980–2009 között. A tanulmány megállapította, hogy a büntetőbírók nagyon ritkán szabnak ki halálbüntetést egyetlen gyilkosságért, de azt találtak, hogy az esetek 32%-ban mégis előfordult. Másrészről a többszörös gyilkosság esetében rendszeresen alkalmazzák ezt a büntetésformát, a kettős gyilkosságok 59%-ban, a három vagy több áldozatot követelő eseteknél 79%-ban ez volt a kiszabott ítélet. A tanulmányból még az is kiderült, hogy halálbüntetést kapnak minden esetben a visszaesők is, tehát azok, akiket már elítéltek, de feltételes szabadlábra helyezésük alkalmával újra gyilkoltak, illetve minden olyan rablás-gyilkossági ügynél, amelyben három vagy több ember elhunyt.
Ezen kívül tíz váltságdíjat követelő emberrablásos ügy közül öt esetben, ahol egy embert megöltek, szabtak ki halálbüntetést az elkövetőkre.

### Bírósági eljárás
2009 májusától a kerületi bíróságok népbírósági eljárást is használnak, ahol három hivatásos bíró és hat véletlenszerűen kiválasztott civil van. Öt egybehangzó szavazatnak kell meglennie a kilencből, beleértve legalább egy hivatásos bírói szavazatot, ez hozza meg a döntést, és akármilyen büntetést kiszabhatnak, beleértve a halálbüntetést is.
Japánban a polgárjogi rendszer lehetővé teszi, hogy új tárgyalás kérelmezésével próbálkozzanak a vádlottak. A felsőbb bíróság ebben az esetben már csak három bíróval, és laikus népbírók nélkül ül össze, és enyhíthetik a halálbüntetést életfogytiglan tartó börtönbüntetésre. Végül a legfelsőbb bíróságnak van meg a joga kimondani a végleges büntetést, a büntetőeljárás 411. cikkelye szerint lehetőség van a büntetés megváltoztatására, ha a felsőbb bíróság ítélete „súlyosan tisztességtelen”, tehát túl elnéző, vagy éppen túl szigorú.
1945 óta összesen csak három esetben fordult elő, hogy a legfelsőbb bíróság újratárgyalást kért halálbüntetésre, mert a felsőbb bíróság ítélete túl elnéző volt. Köztük volt Nagajama Norio és Fukada Takajuki, akik 20 évesek sem voltak, amikor elkövették a bűncselekményt. A harmadik eset egy férfit érint, aki meggyilkolt és kirabolt egy idős nőt, de rövid időn belül életfogytiglanig tartó börtönbüntetést kapott egy hasonló bűntény miatt.

### Kivégzésre várva
A japán büntetőeljárás 475. cikkelye szerint a halálbüntetést, miniszteri beleegyezéssel, hat hónapon belül végre kell hajtani, ha a börtönlakó fellebbezése elbukott. Azok, akik újratárgyalást vagy kegyelmi időszakot kérelmeztek, mentesek ez alól a rendelet alól. A tipikus siralomházban töltött idő 5–7 év közé esik, a rabok egynegyede több mint 10 évet is itt tölthet. Néhány esetben előfordult, hogy elérte a 30 évet is (Hiraszawa Szadamicsi 95 évesen természetes halál útján hunyt el, miután 32 éven keresztül a kivégzésére várt).

### Halálsor
A japán siralomházak lakói Tokióban, Oszakában, Nagojában, Szendaiban, Fukuokában, Hirosimában vagy Szapporóban vannak fogva tartva (A Takamacu fogda nincs felszerelve végrehajtási kamrával, így azokat a halálbüntetéseket, amelyeket Takamacu legfelsőbb bírósága jóváhagyott, Oszakában hajtják végre). A bennlakókat kevesebb jog illeti meg, mint egy normál japán börtönlakót. Magánzárkában vannak, és meg van tiltva nekik mindenféle kommunikáció. Mindössze két tevékenységet engednek meg hetente, nem nézhetnek tévét, és könyvük is csak három darab lehet. Még a saját cellájukban sem végezhetnek semmilyen cselekvést (például edzést). A börtönlátogatások, mind a család, mind pedig a jogi képviselők részéről nagyon ritka és kizárólag ellenőrzött körülmények között van rá lehetőség.

### A kivégzés
A kivégzés végrehajtására az igazságügyi miniszter ad engedélyt, az igazságügyi minisztérium bevonásával. A törvény szerint a kivégzések időpontja nem eshet nemzeti ünnepek napjaira, például szombatra, vasárnapra, december 31. és január 2. közé.
A kivégzést akasztással hajtják végre egy kamrában, abban az intézményben, ahol fogva tartják az elítéltet. Az akasztás úgy történik, hogy egy hosszú kötél végén, a hurok egy gyors, nyaki csigolyatörés általi halált okoz. Miután elrendelik a kivégzést, a rab csak az adott nap reggelén tudja meg, hogy az a nap lesz a halála napja. Az elítélt kiválaszthatja, hogy milyen ételt szeretne utoljára elfogyasztani. A rab családja, és a jogi képviselői, illetve a média is csak a kivégzés után értesül a halál híréről. 2007. december 7-e óta a hatóságok nyilvánosságra hozzák a kivégzettek nevét, korát és az elkövetett bűncselekményt.
2014 augusztusában a halálsoron lévő őrizetesek száma 126 volt. Közülük 89 esetben próbálják kérni az ügyük újranyitását, újratárgyalását, és 25-en amnesztiát kérnek.

## Kiskorúak büntetése
Mivel beleegyeztek mind A gyermekek jogairól szóló egyezménybe, mind pedig a Polgári és politikai jogok nemzetközi egyezségokmányába, amelyek tiltanak mindenféle kivégzést 18 éves kor alatt, így Japánban is ez a korhatár érvényes. Kilenc fiatalkorú bűnöző kapott halálbüntetést, amit 1966-ban véglegesítettek: Katagiri Miszao, Watanabe Kijosi, Szaszanuma Micuo, Macuki Fumio, Kanno Szumio, Kuroiwa Cuneo, Nagajama Norio, Szeki Teruhiko és Mizudzsiri Takajuki. Közülük hetet már kivégeztek, Watanabét és Szekit, akik 19 éves korukban mindketten megöltek négy embert, halálbüntetésre ítélték és siralomházban várják a kivégzésüket.
2013 februárjában szabtak ki újra halálos ítéletet egy fiatalkorúra, Fukuda Takajukira. Egy hónappal a 18. születésnapja után megerőszakolt egy nőt, majd megölte őt a kisbabájával együtt.

## A nyilvánosság véleménye
Bár a lakosság többsége támogatja a halálbüntetést Japánban, mégis vitatható kérdést jelent. A kormány rendszeresen figyelemmel kíséri az ezzel kapcsolatos véleményeket, a 2015-ös felmérés szerint a lakosság 80,3%-a szerint megengedett a halálbüntetés, és csak 9,7% szerint kellene eltörölni. Egy 2003-as tárgyaláson egy tokiói ügyész egy ügyön dolgozott, ahol a halálbüntetést szerette volna elérni, és egy 76 000 aláírással bíró petíciót prezentált a bíróság elé.
Előfordult az, hogy egyes igazságügyi miniszterek nem írtak alá a halálbüntetést, politikai, vallási nézetek miatt, vagy csak egyszerűen személyes véleményük miatt. Elméletileg egy bíró nem tagadhatná meg az ítéletet a személyes nézeteire alapozva, mivel ez a kötelessége megtagadását jelentené. Például Szugiura Szeiken bíró hivatalosan is kijelentette, hogy nem ír alá több halálbüntetést.
A The Times brit újság állította, hogy a halálos ítéleteket felfüggesztették 2009. szeptember 17-én Csiba Keiko kinevezésekor, aki bíróként tagja volt a halálbüntetés elleni képviselők csoportjának. Ezt azonban semmilyen hivatalos nyilatkozat nem támasztja alá. A Times visszavonta spekulációját, amikor Csiba aláírt két halálos ítéletet, és személyesen is jelen volt a kivégzésen.

### Támogatás
A támogatók azt mondják, hogy halálbüntetést csak ritkán alkalmaznak, és csak szélsőségesen extrém bűncselekményekért, egyetlen gyilkosság, amelynek nincsenek súlyosbító körülményei, például nemi erőszak vagy rablás, azért nem jár. A sorozatgyilkos Kurita Genzo, aki nemi erőszakot és nekrofíliát követett el a gyilkosságok során, elég súlyos bűnöket követett el ahhoz, hogy megérdemelje a halált. Ez azonban tényleg eléggé szélsőséges esetnek számít.
Mióta 1993-ban újra bevezették a halálbüntetést, és az 1990-es években nőtt az utcai bűnözések száma, gáztámadás történt a tokiói metróban 1995-ben, és számos nagy horderejű gyilkosság erősítette a közvélemény és az igazságszolgáltatás véleményét, 1999 óta több olyan eset is történt, amikor az életfogytiglan tartó büntetést a sikeres fellebbezés után halálbüntetésre változtatták.
2009. március 18-án egy kerületi bíróság két embert halálra ítélt Iszogai Rie meggyilkolásáért. Iszogai Fumiko, aki az egyetlen szem gyermekét veszítette el ezáltal, 2007 szeptemberében kampányt indított halálbüntetés felszólítására a gyilkosok számára[pontosabban?]. 10 nap múlva a petícióját 100 000 polgár írta alá. 2007. október 23-án benyújtotta a kérelmét 150 000 aláírással a Nagoja kerületi ügyészséghez. Még 318 000 ember aláírta a petícióját 2008 decemberéig.
Bár az egyszeri gyilkosok ritkán kapnak halálos ítéletet, Cucsimoto Takesi, a Hakuoh Egyetem büntetőjogi tanulója és a legfelsőbb bíróság egyik ügyésze kitalálta azt, hogy az akkori trendek és a növekvő társadalmi támogatással lehetne bátorítani a bíróságot arra, hogy elítéljék Kandát és Horit, Iszogai Rie gyilkosait.

### Kritika
Az Amnesty International szerint a japán büntetőjog hajlamos arra, hogy nagy bizalmat fektessen a vallomásokba, akkor is, amikor a vádlottak erőszak, kényszer, nyomás alatt vannak. Egy 2005-ös jelentés az Amnesty Internationalból:
Sok halálos ítéletet erőszakkal kicsikart vallomásokra alapoznak. A lehetséges elítélés be van építve a rendszerbe: a vallomásokat jellemzően akkor húzzák ki a gyanúsítottakból, miután előzetes letartóztatásba helyezték őket. A valóságban ezek rendőrségi cellák, ahol a fogvatartottak 23 napig lehetnek a letartóztatás után, államilag finanszírozott jogi képviselő nélkül. Általában napi 12 órában kihallgatják őket, ügyvédek nincsenek, felvételek sem készülnek, állandó nyomás alatt vannak, hogy valljanak. Ha pedig egyszer elítélnek valakit, utána még nagyon nehéz új tárgyalást kérni, és a börtönlakók évekig várhatnak a halálbüntetésre.
Az Amnesty azt is közli, hogy a gyanúsítottak milyen visszaélésekről számolnak be. Azt mondják, hogy fizikai bántalmazásnak, alvásmegvonásnak vannak kitéve, az ételt, a vizet és vécé használatát is megtagadják tőlük. Az egyik legnagyobb kritikája ennek a kérdésnek az, hogy a fogvatartottak évekig, és néha évtizedekig a halálsoron maradnak, anélkül, hogy valaha is tájékoztatnák őket a végrehajtás időpontjáról, bizonytalanságtól szenvednek. Bármelyik nap az utolsó lehet. Az Amnesty International szerint az intenzív és hosszantartó stressz ahhoz vezet, hogy sok rab mentális egészsége romlik, úgynevezett halálsor jelenségtől szenved. Az egyesült nemzetek emberjogi bizottsága összeegyeztethetetlennek nyilvánította a Polgári és Politikai Jogok Nemzetközi Egyezségokmányának 2., 7. és 10. cikkelyével. Az FJBA is azt mondja, hogy a halálbüntetést be kéne tiltatni Japánban.

## Kivégzések
| Elkövető            | Kor | Nem   | Kivégzés dátuma      | Helyszín | Bűncselekmény          | Áldozat(ok) | Miniszter          |
| ------------------- | --- | ----- | -------------------- | -------- | ---------------------- | ----------- | ------------------ |
| Sinozawa Kazuo      | 59  | Férfi | 2010. július 28.     | Tokió    | Többszörös gyilkosság  | 6           | Csiba Keiko        |
| Ogata Hidenori      | 33  | Férfi | 2010. július 28.     | Tokió    | Többszörös gyilkosság  | 2           | Csiba Keiko        |
| Uwabe Jaszuaki      | 48  | Férfi | 2012. március 29.    | Hirosima | Többszörös gyilkosság  | 5           | Ogawa Tosio        |
| Furuszawa Tomojuki  | 46  | Férfi | 2012. március 29.    | Tokió    | Többszörös gyilkosság  | 3           | Ogawa Tosio        |
| Macuda Jaszutosi    | 44  | Férfi | 2012. március 29.    | Fukuoka  | Többszörös gyilkosság  | 2           | Ogawa Tosio        |
| Hattori Dzsunja     | 40  | Férfi | 2012. augusztus 3.   | Tokió    | Gyilkosság             | 1           | Taki Makoto        |
| Macumura Kjozo      | 31  | Férfi | 2012. augusztus 3.   | Oszaka   | Többszörös gyilkosság  | 2           | Taki Makoto        |
| Eto Szacsiko        | 65  | Nő    | 2012. szeptember 27. | Szendai  | Többszörös gyilkosság  | 6           | Taki Makoto        |
| Macuda Jukinori     | 39  | Férfi | 2012. szeptember 27. | Fukuoka  | Többszörös gyilkosság  | 2           | Taki Makoto        |
| Kanagawa Maszahiro  | 29  | Férfi | 2013. február 21.    | Tokió    | Többszörös gyilkosság  | 2           | Tanigaki Szadakazu |
| Kano Keiki          | 62  | Férfi | 2013. február 21.    | Nagoja   | Többszörös gyilkosság* | 1           | Tanigaki Szadakazu |
| Kobajasi Kaoru      | 44  | Férfi | 2013. február 21.    | Oszaka   | Gyilkosság             | 1           | Tanigaki Szadakazu |
| Hamaszaki Kacudzsi  | 64  | Férfi | 2013 április 26.     | Tokió    | Többszörös gyilkosság  | 2           | Tanigaki Szadakazu |
| Mijagi Josihide     | 56  | Férfi | 2013 április 26.     | Tokió    | Többszörös gyilkosság  | 2           | Tanigaki Szadakazu |
| Kumagai Tokuhisza   | 73  | Férfi | 2013. szeptember 12. | Tokió    | Gyilkosság             | 1           | Tanigaki Szadakazu |
| Fudzsisima Micuo    | 55  | Férfi | 2013. december 12.   | Tokió    | Többszörös gyilkosság  | 2           | Tanigaki Szadakazu |
| Kagajama Rjodzsi    | 63  | Férfi | 2013. december 12.   | Oszaka   | Többszörös gyilkosság  | 2           | Tanigaki Szadakazu |
| Kawaszaki Maszanori | 68  | Férfi | 2014. június 26.     | Oszaka   | Többszörös gyilkosság  | 3           | Tanigaki Szadakazu |
| Kobajasi Micuhiro   | 56  | Férfi | 2014. augusztus 29.  | Szendai  | Többszörös gyilkosság  | 5           | Tanigaki Szadakazu |
| Takamizawa Cutomu   | 59  | Férfi | 2014. augusztus 29.  | Tokió    | Többszörös gyilkosság  | 3           | Tanigaki Szadakazu |
| Kanda Cukasza       | 44  | Férfi | 2015. június 25.     | Nagoja   | Gyilkosság             | 1           | Kamikawa Yōko      |
| Cuda Szumitosi      | 63  | Férfi | 2015. december 18.   | Szendai  | Többszörös gyilkosság  | 3           | Iwaki Micuhide     |
| Wakabajasi Kazujuki | 39  | Férfi | 2015. december 18.   | Tokió    | Többszörös gyilkosság  | 2           | Iwaki Micuhide     |
| Kamata Jaszutosi    | 75  | Férfi | 2016. március 25.    | Oszaka   | Többszörös gyilkosság  | 5           | Iwaki Micuhide     |
| Josida Dzsunko      | 56  | Nő    | 2016. március 25.    | Fukuoka  | Többszörös gyilkosság  | 2           | Iwaki Micuhide     |
| Tadzsiri Kenicsi    | 45  | Férfi | 2016. november 10.   | Fukuoka  | Többszörös gyilkosság  | 2           | Kaneda Kacutosi    |

| 1993 | 1994 | 1995 | 1996 | 1997 | 1998 | 1999 | 2000 | 2001 | 2002 | 2003 | 2004 | 2005 | 2006 |
| ---- | ---- | ---- | ---- | ---- | ---- | ---- | ---- | ---- | ---- | ---- | ---- | ---- | ---- |
| 7    | 2    | 6    | 6    | 4    | 6    | 5    | 3    | 2    | 2    | 1    | 2    | 1    | 4    |
| 2007 | 2008 | 2009 | 2010 | 2011 | 2012 | 2013 | 2014 | 2015 | 2016 | 2017 |      |      |      |
| 9    | 15   | 7    | 2    | 0    | 7    | 8    | 3    | 3    | 3    | 0    |      |      |      |

Megjegyzés: A *-gal megjelölt elkövetők szabadlábra helyezésük alatt is gyilkosságot kíséreltek meg.

## Fordítás
- Ez a szócikk részben vagy egészben  a   Capital punishment in Japan című angol Wikipédia-szócikk fordításán alapul.  Az eredeti cikk szerkesztőit annak laptörténete sorolja fel. Ez a jelzés csupán a megfogalmazás eredetét és a szerzői jogokat jelzi, nem szolgál a cikkben szereplő információk forrásmegjelöléseként.